# Aphthona rawalpindica
Aphthona rawalpindica là một loài bọ cánh cứng trong họ Chrysomelidae. Loài này được Lopatin in Konstantinov & Lingafelter miêu tả khoa học năm 2002.